# Fieseler Fi 167
Fieseler Fi 167 är ett tyskt biplan från andra världskriget byggt som torpedbombare och spaningsflygplan.
Fi 167:an var tänkt att användas på Tysklands hangarfartyg och den är därför designad med STOL-förmåga i åtanke. Luftwaffe beställde 12 stycken plan av inkörningsmodellen men när hangarfartygsprojektet hamnade på is blev planet i stort sett ointressant och nio stycken av dem skickades till Rumänien för operationer över Svarta havet.